# Andrea Ka
Andrea Ka (* 26. April 1992 in Frankreich) ist eine ehemalige kambodschanisch-französische Tennisspielerin.

## Karriere
Ka, die mit acht Jahren das Tennisspielen begann, spielte überwiegend Turniere auf der ITF Women’s World Tennis Tour, wo sie zwei Einzel- und sieben Doppeltitel gewonnen hat.
Seit Juli 2019 bestritt Ka kein offizielles Profiturnier.

## Turniersiege

### Einzel
| Nr. | Datum            | Turnier  | Kategorie   | Belag     | Finalgegnerin       | Ergebnis       |
| --- | ---------------- | -------- | ----------- | --------- | ------------------- | -------------- |
| 1.  | 3. Juli 2016     | Amarante | ITF $10.000 | Hartplatz | Alba Carrillo Marin | 3:6, 7:66, 7:5 |
| 2.  | 3. Dezember 2016 | Hua Hin  | ITF $10.000 | Hartplatz | Hsu Chieh-yu        | 4:6, 6:0, 7:60 |

### Doppel
| Nr. | Datum              | Turnier          | Kategorie   | Belag             | Partnerin         | Finalgegnerinnen                        | Ergebnis         |
| --- | ------------------ | ---------------- | ----------- | ----------------- | ----------------- | --------------------------------------- | ---------------- |
| 1.  | 4. Oktober 2009    | Clermont-Ferrand | ITF $10.000 | Hartplatz (Halle) | Audrey Bergot     | Lucia Kovarčíková Davinia Lobbinger     | 6:2, 6:2         |
| 2.  | 14. November 2010  | Le Havre         | ITF $10.000 | Sand (Halle)      | Celine Ghesquiere | Laura-Ioana Andrei Michaela Boev        | 7:5, 7:5         |
| 3.  | 18. Juni 2016      | Oeiras           | ITF $10.000 | Sand              | Laëtitia Sarrazin | Carolina Meligeni Alves Victoria Bosio  | 4:6, 7:5, [10:3] |
| 4.  | 17. September 2016 | Ponta Delgada    | ITF $10.000 | Hartplatz         | Katharina Hering  | Desirae Krawczyk Elina Wichrjanowa      | 6:3, 6:3         |
| 5.  | 12. November 2016  | Iraklio          | ITF $10.000 | Hartplatz         | Michaela Boev     | Steffi Distelmans Vlada Ekshibarova     | 6:4, 6:4         |
| 6.  | 12. Mai 2018       | Hammamet         | ITF $15.000 | Sand              | Verena Hofer      | Vitalia Stamat Marija Sotowa            | 1:6, 6:2, [10:8] |
| 7.  | 7. Juli 2018       | Corroios-Seixal  | ITF $15.000 | Hartplatz         | Eden Silva        | Francisca Jorge Maria Jose Luque Moreno | 3:6, 6:1, [10:5] |